# Acartia cagayanensis
Acartia cagayanensis is een eenoogkreeftjessoort uit de familie van de Acartiidae. De wetenschappelijke naam van de soort werd voor het eerst geldig gepubliceerd in 2020 door Sakaguchi en Ueda.